# Mirage (gruppo musicale)
I Mirage sono un gruppo musicale di rock progressivo nato nel 1994 ad opera di due ex componenti dei Camel, il batterista Andy Ward e il tastierista Peter Bardens.

## Storia

### Fondazione
I due lo fondarono pensando di ottenere un supergruppo amalgamando i Caravan ed i Camel, importanti band della scena di Canterbury che avevano comuni origini ed un sound molto simile. La line-up iniziale era così composta: Ward alla batteria, Barden alle tastiere, Rick Biddulph (ex dei Caravan of Dreams) al basso (dopo il rifiuto dell'ex Caravan Richard Sinclair), e Steve Adams chitarrista.
Riuscirono poi a convincere tre ex Caravan nel progetto: il tastierista Dave Sinclair, il flautista Jimmy Hastings e, come ospite solo per le cover dei Caravan, il chitarrista e cantante Pye Hastings. Le prove cominciarono nel novembre del 1994.
Fu subito organizzato, alquanto approssimativamente, un tour con 30 date, ma alla fine riuscirono a tenerne solo 5 nel dicembre dello stesso anno, questo ed altri dettagli portarono all'uscita dal gruppo dei tre Caravan. Le registrazioni effettuate durante uno di questi concerti furono comunque pubblicate dall'omonima etichetta Mirage nel 1995 nel doppio CD Live 14.12.94.

### Senza i Caravan
I superstiti continuarono come quartetto e progettarono un album in studio, ma l'idea fu scartata sia per le grandi difficoltà dovute al fatto che due componenti, Bardens e Adams, abitavano in California, mentre Ward e Biddulph nel Regno Unito, sia per il tracollo finanziario a cui aveva portato lo sfortunato tour. Quando sembrava che la band stesse per sciogliersi, i due residenti in America la riformarono alcuni mesi dopo con altri due membri locali: il bassista, tastierista, flautista e cantante Desha Dunnahoe ed il batterista-cantante Nick D'Virgilio.

### Trasferimento in America e scioglimento
La nuova formazione , che prese il nome di Peter Barden's Mirage, incise nel 1995 una canzone per un album di tributo ai Genesis. L'anno seguente, con Dave Cohen al posto di D'Virgilio, riuscirono a portare a termine un soddisfacente tour in Europa. La registrazione del concerto di Oberhausen in Germania sarà pubblicata nel 2000 col titolo Speed of Light - Live. Pianificarono un album in studio ed un nuovo tour europeo, ma la cancellazione di quest'ultimo portò allo scioglimento del gruppo.
Biddulph, Dunnahoe e Cohen continuarono per un breve periodo a suonare assieme ma questa band prese il nome Hush.

## Discografia
- 1995 Live 14.12.94 (Mirage 394123)
- 2000 Speed of Light - Live (Mooncrest Records 58)

## Altre band Mirage
Vi furono diverse altre band che si chiamarono Mirage, che non avevano niente a che fare con quella di Bardens e furono:
- Una francese di rock progressivo che pubblicò due album: A Secret Place e Tales From the Green Sofa.
- Una americana stanziata ad Atlanta.
- Una giordana che ha composto anche delle canzoni di successo.
- Una medley band britannica che pubblicò tre album nel 1987, 1988 e nel 1989.[3]
- Un'altra britannica di avant-garde rock formatasi nel 2005, che ha pubblicato due album: Mirage e Child's Play.[4]
- Una norvegese di rock progressivo che nel 2010 ha eseguito pezzi dei Camel, degli Yes, dei Jethro Tull e dei King Crimson.[5]
- Una italiana che, sempre nel 2010, ha pubblicato diverse cover tratte dall'album dei Camel Music Inspired by The Snow Goose.[6]